# Barschlachse
Die Barschlachse (Percopsidae (gr. perke = Barsch, ops = ähnlich)) sind eine Familie kleiner nordamerikanischer Süßwasserfische, die aus nur einer rezenten Gattung (Percopsis) mit zwei Arten besteht. Die Fische ähneln dem Gründling, sind aber nicht mit diesem verwandt. 

## Merkmale
Barschlachse haben sowohl Kamm- als auch Rundschuppen. Der Kopf ist schuppenlos, das Vomer zahnlos. Die Bauchflossen sitzen weit unten am Körper. Eine Fettflosse ist vorhanden. Das Seitenlinienorgan ist vollständig oder fast vollständig.
Flossenformel: Dorsale I–II/9–12, Anale I–II/6–7, Ventrale 8.

## Arten
- Percopsis omiscomaycus (Walbaum, 1792) lebt in Nordamerika in Flüssen die in den Arktischen Ozean und in den Atlantik entwässern. In den östlichen USA kommt er südlich bis zum Potomac River in Virginia vor. Auch im Yukon River in Alaska, in den Great Lakes und im Stromgebiet des Mississippi River; 20 Zentimeter lang.

- Percopsis transmontana (Eigenmann & Eigenmann, 1892) lebt endemisch im Einzugsgebiet des Columbia River in Idaho, Washington und Oregon; 9,6 Zentimeter lang.

## Stammesgeschichte

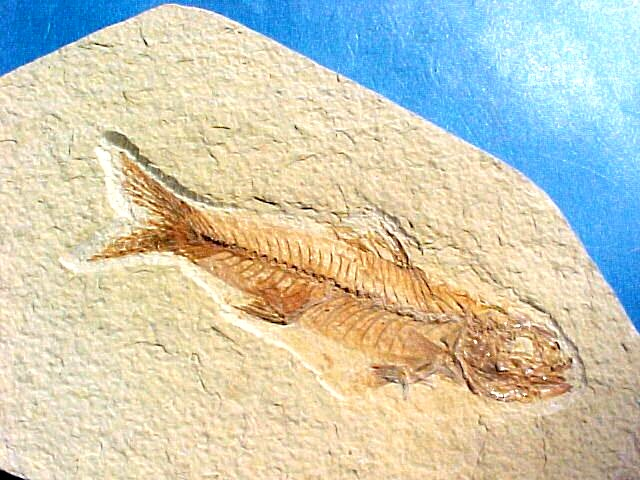
Amphiplaga brachyptera aus dem Eozän

Die Barschlachse sind mit den ausgestorbenen Gattungen Amphiplaga, Erismatopterus, Lateopisculus und Massamorichthys fossil aus dem Eozän vor 50 Millionen Jahren nachgewiesen.